# Dentalhistorisches Museum Zschadraß

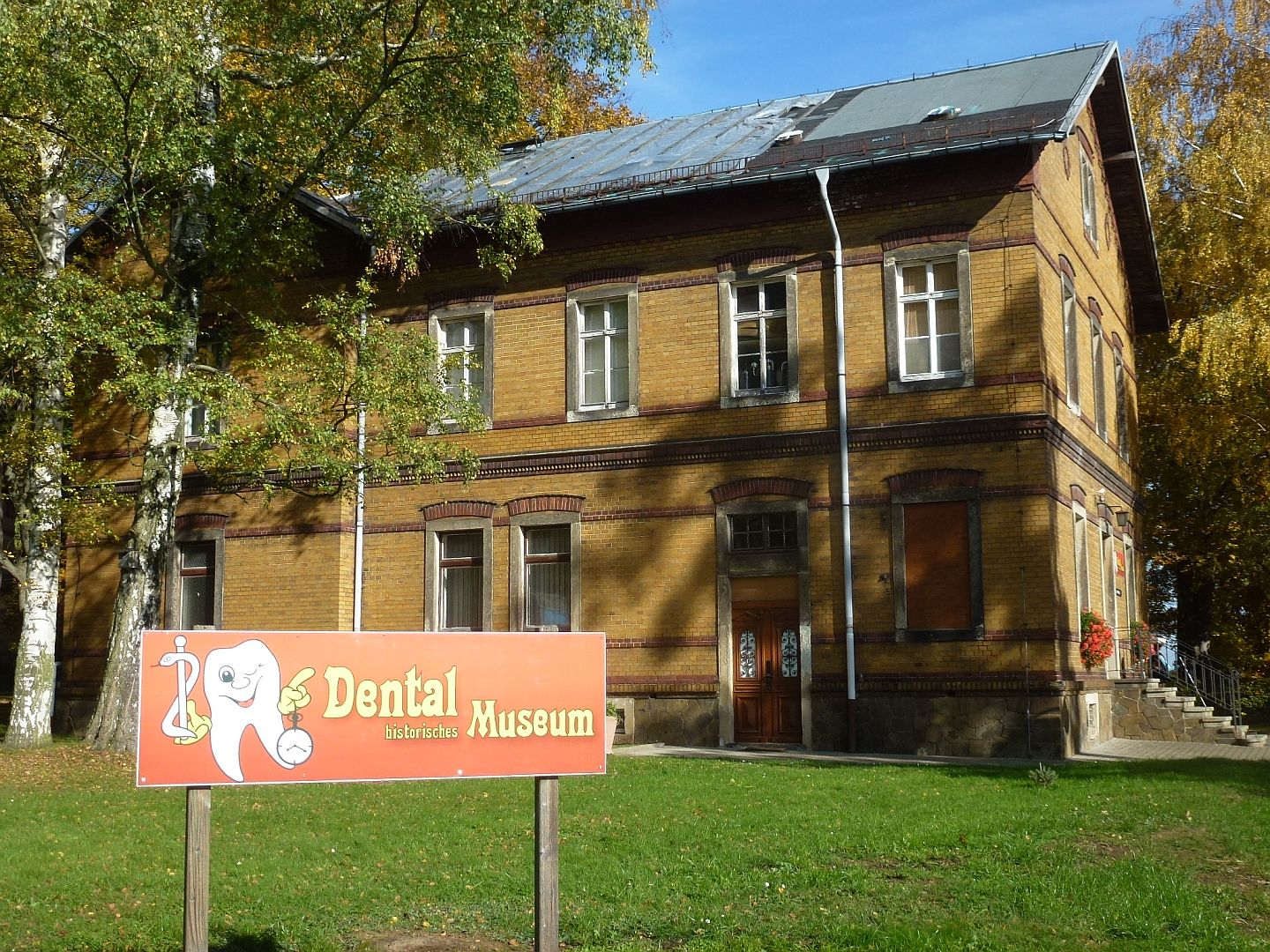
Dentalhistorisches Museum Zschadraß

Das Dentalhistorische Museum in Zschadraß vereint Wissenschaft und Historie der Zahnmedizin. Es befindet sich im Ortsteil Zschadraß von Colditz (Landkreis Leipzig, Sachsen), Im Park 9 b.

## Geschichte
Im Jahr 1990 erfolgte die Übernahme der veralteten Ausstattung eines Dentallabors aus Grimma (Sachsen). Manches stammte aus Vorkriegszeiten, wie umgebaute Vulkanisierkessel und Instrumente. Einiges davon überlebte die Zeit in einer Vitrine sowie in einem separaten Lager. Über die Jahre wuchs die Zahl musealer Stücke. 1999 kam die Sammlung von Manfred Zimmermann aus Grimma und 2000 von Horst Brasch (Familie Schlegel) aus Döbeln hinzu. Im März 2000 beschloss man, das Museum im Kanzleihaus des Schlosses Colditz unterzubringen, wo im September 2000 die Eröffnung gefeiert wurde.

## Exponate
Einzigartig ist in Zschadraß die Kombination von Museum und Wissenschaftszentrum. Der Komplex umfasst ein Museumsgebäude, eine Bibliothek mit Konferenzräumen, ein Technikum für Großgeräte und ein Gästehaus. Die Kernausstellung erstreckt sich zurzeit über 250 Quadratmeter. Präsentiert werden die Geschichte der zahnärztlichen Berufsausübung, die Geschichte des Zahntechnikerhandwerks, der Zahnhygiene und der Zahnmedizin sowie kunst- und kulturgeschichtliche Artefakte, darunter über 2.500 bildliche Darstellungen. Das Wissenschaftszentrum beinhaltet etwa eine halbe Million Ausstellungsstücke, etwa außergewöhnliche Zahnprothesen, komplette Zahnarztstühle im Originalzustand aus den Anfangszeiten der Zahnmedizin, menschliche und tierische Gebisse sowie historische Bild-  und Werbematerialien.
Die ältesten Objekte des Museums sind Munddarstellungen aus dem dritten vorchristlichen Jahrtausend, medizinische Instrumente, mit denen vor 1800 Jahren Zahnschmerzen behandelt wurden, sowie Mundhygieneartikel, die von Prophylaxemethoden von vor 2000 Jahren zeugen. Ein besonderes Exponat ist der Arbeitsplatz eines Zahntechnikers um 1873, das älteste vollständig erhaltene Dentallabor der Welt. Die Exponate stammen aus der ganzen Welt. Die Länder Latein- und Nordamerikas sind fast vollständig vertreten. Jedes Land in Europa ist vertreten, ebenso Australien und Neuseeland. Aus Asien sind alle großen Flächenstaaten und einige kleinere dabei.
Weit mehr als 500 Sammlungen kommen aus Deutschland, darüber hinaus über 155 umfangreiche Bibliotheken aus sieben Museen (Hornberg, Schkeuditz, Grimma, Homburg, Coburg, Grepin, Halberstadt), sieben Firmenarchive (Degussa, De Trey, Ubert&Co, Emil Huber, Pfingsten – Solingen, Teile von Ritter, Annaberg-Buchholz (Kronenfabrik)) und aus neun Universitäten (Jena, Leipzig, Berlin, Halle, Dresden, Charité (Teile der Zahnärzte-Bücherei), Tübingen, Erfurt).

## Bibliotheca Dentaria
Mehr als 100.000 Kataloge und internationale Zeitschriftentitel sowie zehntausende Bücher, zurückgehend bis in das Jahr 1490, befinden sich in der Bibliotheca Dentaria des Museums. Die gesamte Sammlung umfasst an die einhundertfünfzig Fachbibliotheken aus Universitäten, von Sammlern und Museen, von Firmen und sehr viele Werke aus privaten Beständen, beispielsweise der Sammlung Thiedmar Oehlert, dem früheren Privatmuseum Bodirsky und dem Museum Winkelmann. Hinzu kommen über 10.000 Forschungs- und Promotionsarbeiten aus dem Fachgebiet Zahnmedizin.

## Beteiligung an Verfilmungen
Das Museum war an der Ausstattung von Filmen beteiligt, dem deutsch-französische Film Überleben unter Wölfen, der Thomas-Mann-Neuverfilmung der Buddenbrooks und der Verfilmung der Autobiografie von Marcel Reich-Ranicki.

## Weitere dentalhistorische Museen
Weltweit existieren ca. 20 Museen zur Geschichte der Zahnheilkunde. Es gibt neben dem Dentalmuseum Zschadraß im deutschsprachigen Raum drei auf die Historie der Zahnmedizin spezialisierte Museen, die öffentlich zugänglich sind: das Zahnmuseum in Linz für Geschichte der Zahnheilkunde und Zahntechnik in Oberösterreich, das Zahnmuseum in der Universitätszahnklinik Wien – begründet wurde die Sammlung von Georg Carabelli, Edler von Lunkaszprie, der 1821 als Erster universitäre Vorlesungen über „Zahnarzneykunde“ hielt – und die dentalhistorische Gustav-Korkhaus-Sammlung am Zentrum für Zahn-, Mund- und Kieferheilkunde der Rheinischen Friedrich-Wilhelms-Universität Bonn. Daneben finden sich namhafte Ausstellungen in Europa in Utrecht und Turin.